# Jürgen Carls

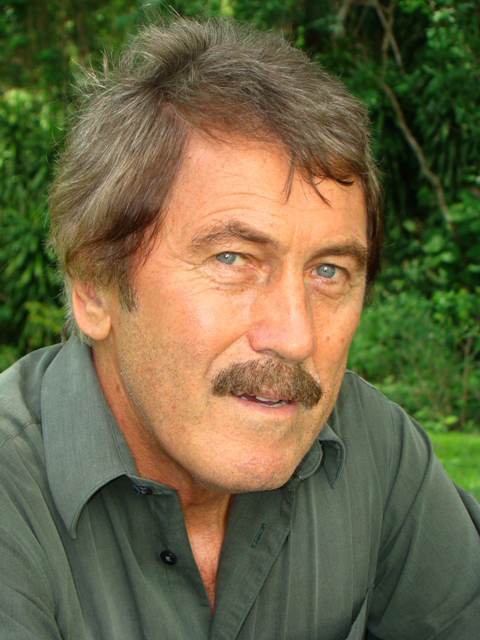
Jürgen Carls

Jürgen Carls (* 6. Dezember 1939 in Neuenkirchen) ist ein deutscher Agrarwissenschaftler. Er hat internationale ländliche Entwicklung an der TU Berlin studiert und seine Promotion abgelegt. Er war in Projekten der internationalen Entwicklungszusammenarbeit in Europa, Asien, Afrika und Lateinamerika, tätig. Seit 2001  lehrt er Nachhaltige Entwicklung an der „United Nations Mandated University for Peace“ in San Jose, Costa Rica.

## Leben
Jürgen Carls war Projektleiter der Deutschen Gesellschaft für Internationale Entwicklung (GIZ) in Asien (1972–1975), Afrika (1978–1981) und Lateinamerika (1993–1998). Von 1981 bis 1984 war er Regierungsberater des portugiesischen Landwirtschafts- und Fischereiministeriums, Lissabon mit Blick auf die Vorbereitungen des Beitritts Portugals zur Europäischen Gemeinschaft. Er arbeitete zwischen den Einsätzen freiberuflich für die FAO, GIZ, EU, BMZ, Weltbank, Humboldt-Universität Berlin, IDB, IICA und die Regierungen von Costa Rica und Bolivien. Er war im Auftrag der GIZ von 1993 bis 1998 Koordinator des Deutsch-Lateinamerikanischen Kooperationsprogramms über nachhaltige Entwicklung, mit Sitz in San Jose, Costa Rica. Von  1998 bis 1999 war er in Bonn Koordinator der Beratungsgruppe für Entwicklungsforschung der deutschen Bundesregierung (BMZ).
Seit 2001 ist er Associated Professor an der UNO-Friedensuniversität (UPEACE) in San José, Costa Rica in den Bereichen Umwelt und Entwicklung. Seine fachlichen Schwerpunkte sind die Bereiche Nachhaltige Entwicklung, Management natürlicher Ressourcen, Strategische Planung, Projekt-Management, Evaluierung und Wirkungsanalyse von Entwicklungsprojekten, Fundraising für nachhaltige Entwicklung und umweltpolitische Konfliktbewältigung.
Seit 2001 lehrt er nachhaltige Entwicklung an der „United Nations Mandated University for Peace“ in San José, Costa Rica.  Seine fachlichen Schwerpunkte sind die Bereiche Nachhaltige Entwicklung, Management natürlicher Ressourcen, Strategische Planung, Projekt-Management, Evaluierung von Entwicklungsprojekten, Konfliktlösung im Umweltbereich und nicht zuletzt  war er in der Mobilisierung von finanziellen Ressourcen für Projekte der nachhaltigen Entwicklung involviert.

## Publikationen (Auswahl)
- Wie beeinflusst die politische Situation in den Philippinen die Technische Zusammenarbeit. entwicklung + ländlicher raum. 1/88
- Land-use systems in marginal highland areas. ILEIA, 4, March 1988, No. 1.
- Counterpartfortbildung – Wirkungen und Effekte Entwicklung + Zusammenarbeit. 2/89.
- Abstracts on Sustainable Agriculture.:Deutsches Zentrum für Entwicklungstechnologien – Gate, GTZ, Eschborn; Verlag: Vieweg & Sohn, Braunschweig/Wiesbaden, Vol. 1 – 1988, Vol. 2 – 1989, Vol. 3 – 1990, Vol. 4 – 1991, Vol. 5 – 1992.
- Sustainable Highland cropping systems. entwicklung + ländlicher raum, 6/1990, S. 22–25.
- Wirkungen und Wirtschaftlichkeit der Counterpartfortbildung in TZ – Projekten. Zeitschrift für Land- und Agrarsoziologie, Jg. 7, 1/1990, S. 99–120.
- Development Strategies and Natural Resource Management for Humid Tropical Lowlands. entwicklung + ländlicher raum, 1/92, S. 34.
- Development Strategies for Fragile Lands Gate, 4/91, S. 43–44.
- Wirkungen und Wirtschaftlichkeit der Counterpartfortbildung in TZ – Projekten. Zeitschrift für Land- und Agrarsoziologie, Jg. 7, 1/1990, S. 99–120.
- Positions- und Strategiepapier Erosionsschutz BMZ/GTZ, Bonn/Eschborn, 1992.
- Esquema de mejoramiento sostenible de cultivos arbóreos en las explotaciones agrícolas en América Central y el Caribe. CATIE, Turrialba, Costa Rica y GTZ, Eschborn, 1992, 186 p.+ Anexo
- mit E. Alarcón, L. G. González: Plant Genetic Resources in Latin America and the Caribbean: An Institutional Overview Discussion Papers Series on Sustainable Agriculture and Natural Resources No 6. IICA/GTZ, San José, Costa Rica, 1998.
- mit C. Reiche, M. Jauregui: Experiencias Internacionales en Protección de Suelos Serie de Documentos de Investigación sobre Agricultura Sostenible y Recursos Naturales. IICA/GTZ/BMZ, San José, Costa Rica 1997.
- Evaluación y Seguimiento del Impacto Ambiental en Proyectos de Inversión para el Desarrollo Agrícola y Rural. Serie de Publicaciones Misceláneas IICA/GTZ. San José, Costa Rica, 1995.
- mit C. Reiche: Modelos para el Desarrollo Sostenible: Las Ventanas de Sostenibilidad como Alternativa. Serie de Documentos de Discusión sobre Agricultura Sostenible y Recursos Naturales IICA/GTZ/BMZ, San José, Costa Rica 1996.
- Serie Radiofónica “Sonido de la Vida”. Vol. 1 Estuche con 3 casetes con 56 charlas dramatizadas y un manual del facilitador IICA/GTZ, San José, Costa Rica, 1997.
- Serie Radiofónica “Sonido de la Vida”. Vol. 2 Estuche con 3 casetes con 56 charlas dramatizadas y un manual del facilitador IICA/GTZ, San José, Costa Rica, 1997.
- mit Warren R. Haffar: Conflict Resolution of the Boruca Hydro-Energy Project, Costa Rica. The Continuum International Publishing Group, New Work, 2010.
- Mut zum Aufbruch. Dt. Wiss.-Verlag, Baden-Baden 2011, ISBN 978-3-86888-036-6.
- Desarrollo de las Reservas Indigenas en el Sur de Costa Rica. University for Peace,2014, S. 44.